# Esterhazya andina
Esterhazya andina är en snyltrotsväxtart som beskrevs av Theodor Carl Karl Julius Herzog. Esterhazya andina ingår i släktet Esterhazya och familjen snyltrotsväxter. Inga underarter finns listade i Catalogue of Life.